# 7722 Firneis
7722 Firneis è un asteroide della fascia principale. Scoperto nel 1973, presenta un'orbita caratterizzata da un semiasse maggiore pari a 2,3515850 UA e da un'eccentricità di 0,0759173, inclinata di 7,08561° rispetto all'eclittica.